# 尾
尾，又稱尾巴（英語：tail），是指位於動物體背部尾端的部份，特別是指構造柔韌可彎曲、且明顯分開於軀幹的附肢部份，大致上相當於哺乳動物, 爬行类與鳥類的骶骨（薦骨）和尾骨。一般而言尾巴是脊椎動物的專屬特徵，然而有些無脊椎動物也擁有類似尾巴的構造，例如蠍子的尾巴、或是彈尾蟲(furcula)分岔的部位。

## 功能
動物的尾巴可以用於各種不同的功能，例如魚類和其他的海洋生物能夠利用尾巴來游動，而有些陸生動物則以尾巴保持平衡（例如貓）、或是抓牢身邊的東西（例如猴）。

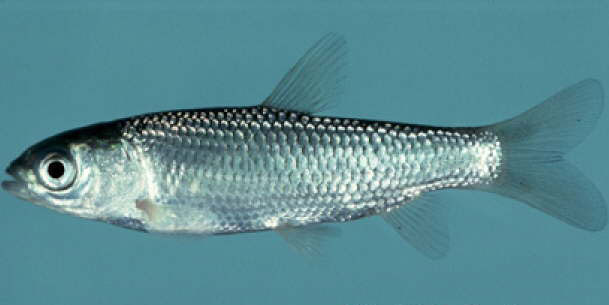
魚類的尾巴

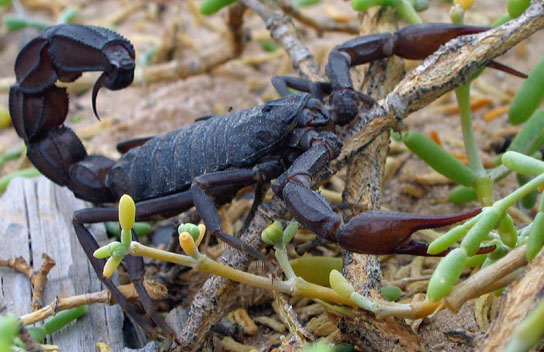
蠍子的尾巴

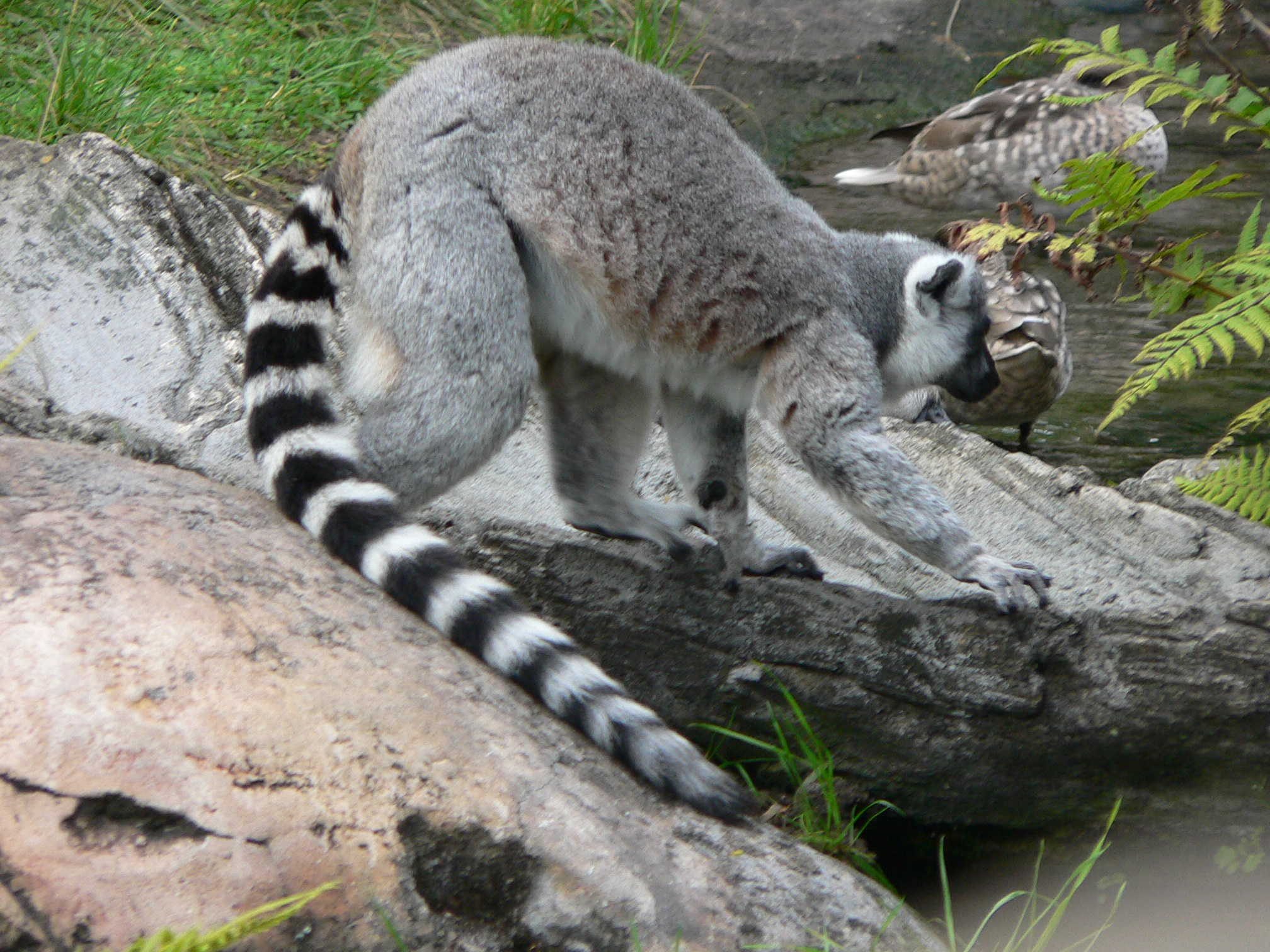
狐猴的尾巴

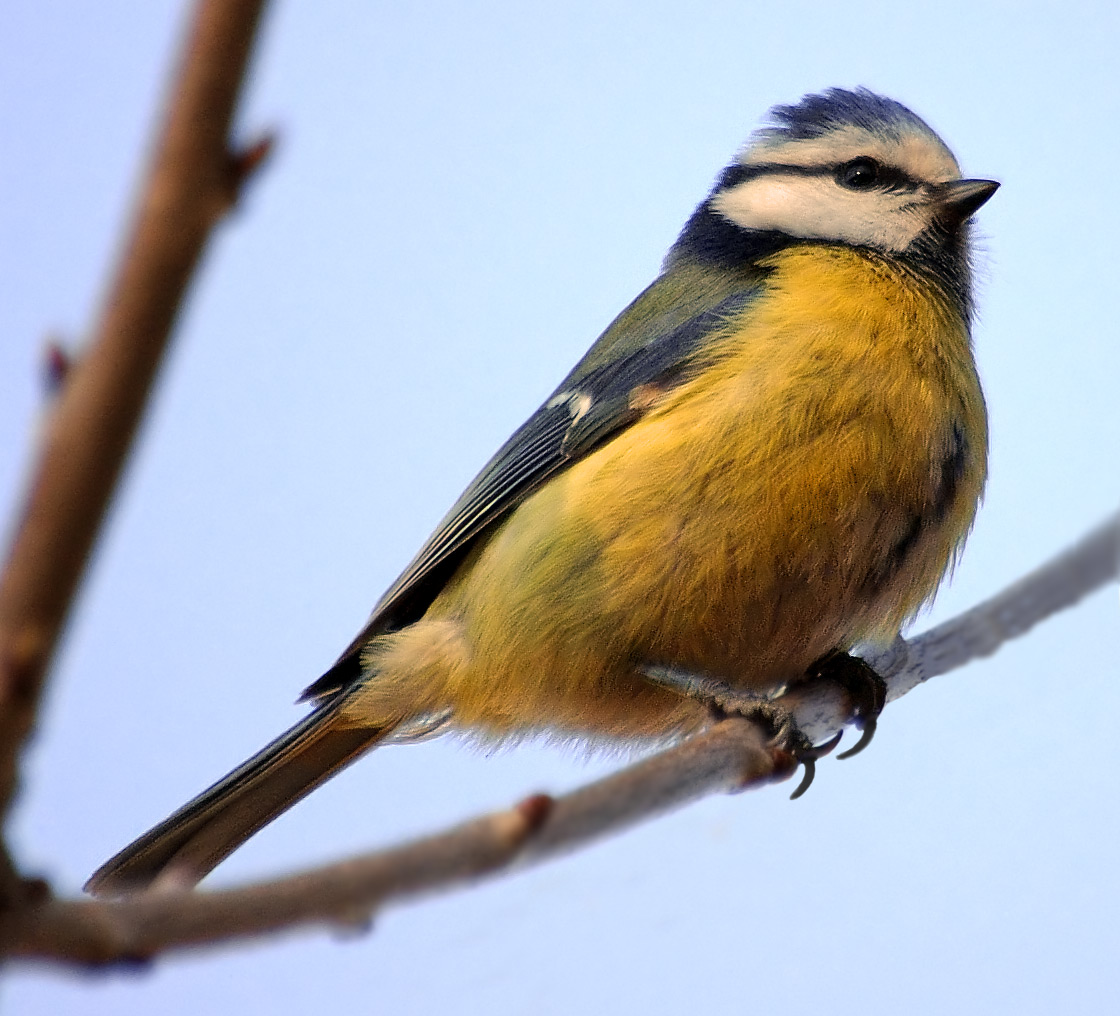
鳥類以尾巴控制方向與保持平衡

尾巴也能夠作為動物社會的信號，例如鹿會以尾巴來警告可能發生的危險、還有飼養犬會利用尾巴來表達情緒。例如搖尾表示友善，直豎表示攻擊。在一些特殊的進化上的壓力之下，會導致動物出現武裝而具攻擊性的尾巴，甚至含有毒液，例如蠍子。 
某些蜥蜴品種的尾巴能夠在必要的情況下，永久地分離（脫落）軀體，像是為了逃脫某些肉食動物的控制、或是分散其注意力以得到逃脫的機會。通常這些蜥蜴的尾巴會在一段時間之後再長出來，然而新長出的尾巴顏色，會比原先的更暗。
對於大部分的鳥類而言，尾巴是由羽毛延伸組成的，充當鳥類的方向舵以保持平衡、並控制本身飛行，同時也能在鳥類於高處歇息時提供平衡。
孔雀的尾巴可以用來求偶。
松鼠的尾巴可以用來平衡和保暖。

## 人類的尾巴

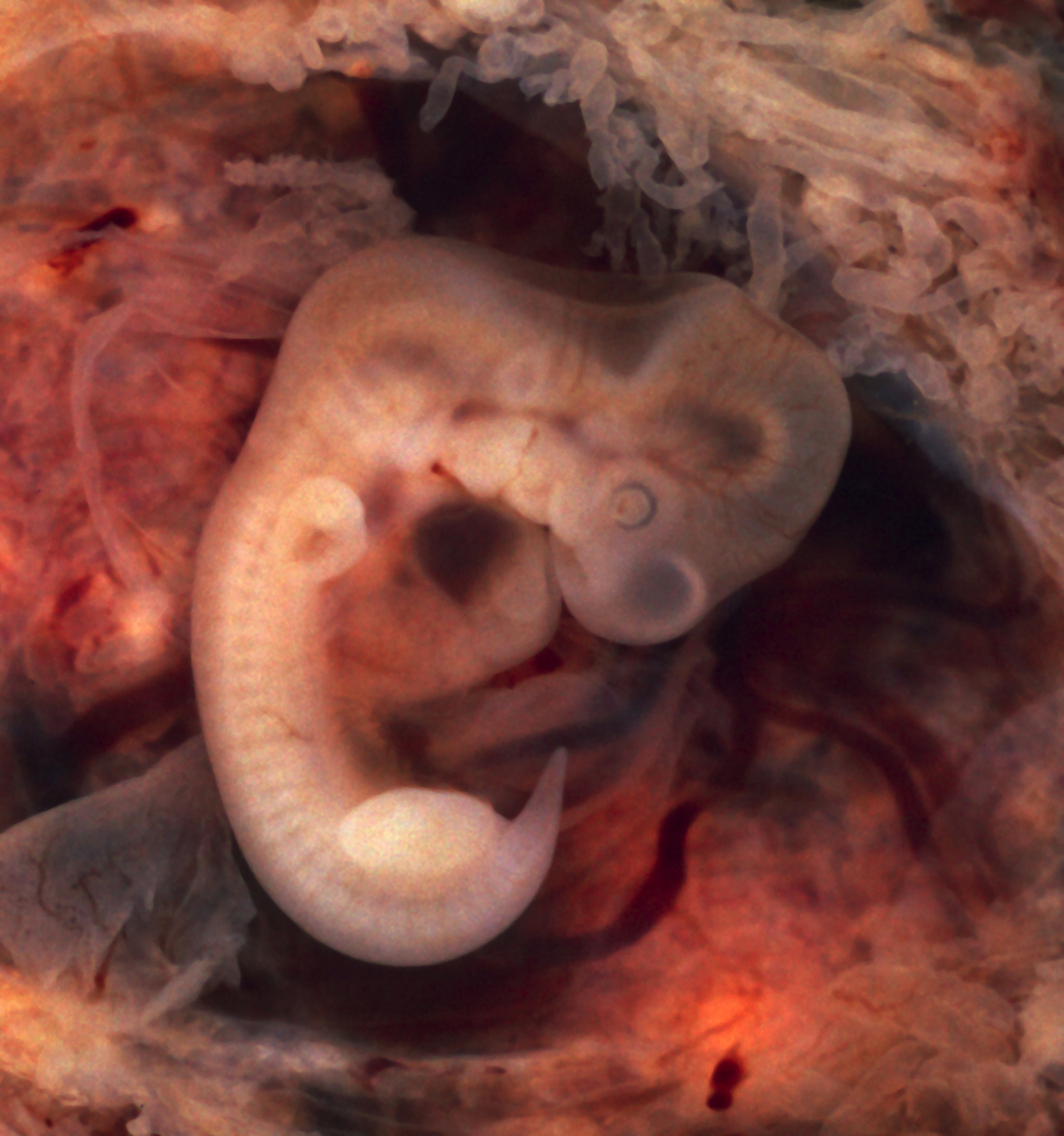
人类胚胎在发育时有尾巴

人類在成為胚胎的初期是有尾巴的，尺寸大約為胚胎本身的六分之一，到了胚胎發展成為胎兒的時候，這個尾巴就會被成長中的身體所吸收。在極少數的情況下，嬰兒誕生時身上仍有「軟尾巴」，不含尾椎而只有血管、肌肉與神經。 在現代的醫學程序中，是允許醫師可以在胎兒分娩時順道除去這個尾巴的。人類紀錄上最長的尾巴，長在一個當時法屬印度支那的十二歲男孩身上，測量長度為22.9公分（9英吋）。
人类的尾骨（coccyx）已经是骨盆的一部分，它位于肛门后方皮下，稍向前勾，在相同的位置，动物往往长的就是尾巴。通常我们把脊柱末端的三～五节称为尾骨，通常长3～4厘米。一些人相信，这是人类祖先类人猿曾经长有尾巴的证据。在千百万年的不断进化过程中，人类尾骨已经大大退化。
人类的尾骨非但不能像其他脊椎类动物那般自主的摇摆，它还与身体其他的脊椎有着三大明显区别：第一，脊椎体与脊椎体之间并没有椎间盘的存在，第二，脊椎体的后面没有真正的关节，第三，尾椎间也没有椎间孔道给神经线通过。但是，由于每节尾椎骨之间是由纤维组织联系，尾椎仍然保持一定的弹性，容易因受到撞击而受伤，最为多见的是骨折和脱位。
萎缩了的尾椎骨虽然已失去了脊椎骨和脊柱的一般功能，但并不代表它是没有功能的组织。尾椎不论在前面或后面都有肌肉的韧带附着。肌肉方面有提肛门肌，尾骨肌。它们形成了盘隔膜的后部，巩固尾骨的位置。当排粪便的时候或者孕妇生产的时候，尾骨会被向后推移，这些尾骨的肌肉能够把尾骨的肌肉拉回到原来的位置。在打喷嚏，咳嗽，呕吐，排尿，提举重物，前屈身躯时，尾骨的肌肉主要协助腹肌提升腹腔内的压力，令这些动作得以有效的运作。至于附着在尾骨的韧带，则有前荐尾骨韧带，侧荐尾骨韧带，肛尾缝，荐结节韧带，荐棘韧带等，它们的作用是尾骨荐骨以及尾骨的位置和组成盘隔膜。